# Loxostegopsis emigralis
Loxostegopsis emigralis is een vlinder uit de familie van de grasmotten (Crambidae). De wetenschappelijke naam van deze soort is voor het eerst voorgesteld als Pyrausta emigralis door William Barnes en James Halliday McDunnough in een publicatie 1918.
De soort komt voor in de Verenigde Staten (Arizona).